# Micro-région de Zalaegerszeg
La micro-région de Zalaegerszeg (en hongrois : zalaegerszegi kistérség) est une micro-région statistique hongroise rassemblant plusieurs localités autour de Zalaegerszeg.